# Università telematica
L'università telematica (detta anche università a distanza) è un istituto di istruzione superiore di livello universitario che eroga corsi con modalità a distanza, prevalentemente mediante l'impiego di tecnologie di comunicazione.

## Descrizione
Tali enti sono abilitati a rilasciare titoli accademici aventi valore legale (lauree, lauree magistrali, master e dottorati di ricerca) in base alla legge dello Stato del mondo in cui operano. La peculiarità delle università telematiche è l'impiego del metodo di insegnamento basato sull'e-learning, ossia mediante formazione a distanza, sebbene in alcuni casi sia prevista anche la possibilità di seguire i corsi anche in aula, ossia presso la sede universitaria. Inoltre, in alcuni paesi, inclusa l'Italia, è previsto dalla legge che le università telematiche debbano tenere esami e sedute di laurea solo nella sede dell'università, senza cioè possibilità di avvalersi della modalità a distanza.

## Nel diritto internazionale

### Unione Europea
Il Consiglio dei ministri dell'istruzione dell'Unione europea il 13 luglio 2001 ha emanato una risoluzione sull'e-learning con cui incoraggia gli stati membri a esprimere nuovi metodi e approcci di apprendimento. A sua volta il Parlamento europeo e il Consiglio hanno deciso di supportare anche con specifiche risorse le iniziative degli stati membri dell'Unione europea nel settore della formazione a distanza privilegiando quale settore prioritario di intervento quello universitario.

## Nelle legislazioni statali

### Italia
La legge finanziaria per l'anno 2003 tra le iniziative collaterali alle disposizioni finanziarie vere e proprie, all'art. 26, 5º comma ha stabilito che il Ministro per l'Innovazione e le tecnologie può, con suo decreto, determinare i criteri e le procedure di accreditamento dei corsi universitari a distanza, fissati poi con successivi decreti interministeriali.
In base a essi il Ministero dell'Istruzione, dell'Università e della Ricerca ha poi emanato i singoli decreti di riconoscimento per undici università telematiche. Il 27 settembre 2013 il ministro dell'Istruzione Maria Chiara Carrozza ha firmato il decreto sulla programmazione triennale 2013-2015 delle università, contenente il divieto di aprire nuovi atenei telematici. Il decreto MIUR 6 dicembre 2024, n. 1835 ha introdotto nuove disposizioni sulla didattica, tra cui l'obbligo di sostenere esami in presenza (salvi casi eccezionali) e un limite minimo alla didattica in modalità sincrona (almeno il 20% delle ore)  limiti minimi al rapporto tra docenti e studenti iscritti
Attualmente in Italia si contano undici istituti di tale tipo; il numero degli studenti è aumentato considerevolmente, raggiungendo al 2023 oltre 160.000 iscritti.
| Nome                                              | Sede legale               | Studenti |
| ------------------------------------------------- | ------------------------- | -------- |
| Università degli Studi eCampus                    | Novedrate (CO)            | 42741    |
| Università telematica Universitas Mercatorum      | Roma                      | 43852    |
| Università telematica "Pegaso"                    | Napoli                    | 99556    |
| Università degli Studi "Niccolò Cusano"           | Roma                      | 26140    |
| Università telematica internazionale "UniNettuno" | Roma                      | 13664    |
| Università telematica "Guglielmo Marconi"         | Roma                      | 9902     |
| Università telematica San Raffaele                | Roma                      | 5619     |
| Università telematica UNITELMA Sapienza           | Roma                      | 2635     |
| Università telematica Giustino Fortunato          | Benevento                 | 946      |
| Università telematica degli studi IUL             | Firenze                   | 286      |
| Università telematica "Leonardo da Vinci"         | Torrevecchia Teatina (CH) | 87       |

### Spagna
- Universidad Nacional de Educación a Distancia, pubblica fondata nel 1973
- Università Aperta della Catalogna, privata fondata nel 1994

### Regno Unito
- The Open University, statale fondata nel 1969